# スパゲティー恋物語
『中森明菜のスパゲティー恋物語』は、1988年4月14日にフジテレビ系で放送された単発テレビドラマ。

## 概要
小学生の妹と弟を持つ気丈な姉が、3年前に別れた男と再び出会うラブストーリー。

## キャスト
- 野村歩：中森明菜
- 室川雄一：石田純一
- 柴田守一：黒田アーサー
- 神山由樹：戸川京子
- 野村大地：宝田慎一
- 野村大空：吉沢梨絵
- 佐々木モエ：室井滋
- 木次：角野卓造
- 歩をナンパする男：田代まさし（友情出演）
- 歩の同僚：川田あつ子、平歩千佳、田口あゆみ、飯田三夏

## スタッフ
- 脚本：遠藤察男
- 演出：新井義春、亀山千広
- プロデューサー：新井義春
- 監修：秋元康
- 主題歌：木村恵子「Do You Remember Me」